# Байрон (Джорджія)
Байрон (англ. Byron) — місто (англ. city) в США, в округах Піч і Х'юстон штату Джорджія. Населення — 5702 особи (2020).

## Географія
Байрон розташований за координатами 32°38′53″ пн. ш. 83°44′55″ зх. д. / 32.64806° пн. ш. 83.74861° зх. д. (32.648102, -83.748494).  За даними Бюро перепису населення США в 2010 році місто мало площу 22,41 км², з яких 22,35 км² — суходіл та 0,06 км² — водойми.

## Демографія
Згідно з переписом 2010 року, у місті мешкало 4512 осіб у 1781 домогосподарстві у складі 1292 родин. Густота населення становила 201 особа/км².  Було 1940 помешкань (87/км²).
Расовий склад населення:
| - 65,4 % — білих - 29,0 % — чорних або афроамериканців - 1,8 % — азіатів - 0,2 % — корінних американців - 2,0 % — осіб інших рас |

До двох чи більше рас належало 1,6 %. Частка іспаномовних становила 3,9 % від усіх жителів.
За віковим діапазоном населення розподілялося таким чином: 24,6 % — особи молодші 18 років, 63,6 % — особи у віці 18—64 років, 11,8 % — особи у віці 65 років та старші. Медіана віку мешканця становила 36,9 року. На 100 осіб жіночої статі у місті припадало 91,8 чоловіків;  на 100 жінок у віці від 18 років та старших — 86,9 чоловіків також старших 18 років.
Середній дохід на одне домашнє господарство  становив 62 318 доларів США (медіана — 53 491), а середній дохід на одну сім'ю — 66 867 доларів (медіана — 58 438). За межею бідності перебувало 11,5 % осіб, у тому числі 22,9 % дітей у віці до 18 років та 1,8 % осіб у віці 65 років та старших.
Цивільне працевлаштоване населення становило 2308 осіб. Основні галузі зайнятості: освіта, охорона здоров'я та соціальна допомога — 19,5 %, роздрібна торгівля — 16,2 %, будівництво — 13,6 %.